# Woodward (Iowa)
Woodward – miasto w Stanach Zjednoczonych, w stanie Iowa, w hrabstwie Dallas. W 2000 liczyło 1 200 mieszkańców.